# Manuel Olmedo
Manuel Olmedo (Sevilla, 17 mei 1983) is een Spaanse middellangeafstandsloper, die gespecialiseerd is in de 800 m en de 1500 m. Hij nam tweemaal deel aan de Olympische Spelen, maar won hierbij geen medailles.

## Biografie
Olmedo nam in 2004 deel aan de Olympische Spelen in Athene. Op de 800 m sneuvelde hij in reeksen in een tijd van 1.47,71. Ook vier jaar later, op de Olympische Spelen in Peking, was Olmedo van de partij. Hij sneuvelde dit keer in de halve finale.
In 2010 kon Olmedo zich plaatsen voor de finale van de 1500 m op de Europese kampioenschappen in Barcelona. In deze finale liep hij in een tijd van 3.43,54 naar een bronzen medaille. In 2011 werd hij Europees indoorkampioen op de 1500 m. In september 2011 werd Olmedo vierde op de 1500 m tijdens de WK in Daegu.

## Titels
- Europees indoorkampioen 1500 m – 2011

## Persoonlijke records
Outdoor
| Afstand | Prestatie | Datum        | Plaats    |
| ------- | --------- | ------------ | --------- |
| 800 m   | 1.44,56   | 22 juli 2011 | Barcelona |
| 1500 m  | 3.34,44   | 8 juli 2011  | Parijs    |

Indoor
| Afstand | Prestatie | Datum            | Plaats    |
| ------- | --------- | ---------------- | --------- |
| 800 m   | 1.46,07   | 11 februari 2011 | Sevilla   |
| 1500 m  | 3.39,82   | 13 februari 2010 | Valencial |

## Palmares

### 800 m
- 2002: 8e WJK – 1:56,73
- 2004: 4e in serie OS - 1.47,71
- 2007:  Golden Gala – 1.46,00
- 2007: 6e IAAF wereldatletiekfinale – 1:47,06
- 2008: 4e in ½ fin. OS - 1.45,91 (in serie 1.45,78)
- 2009: 5e EK indoor – 1:49,77

### 1500 m
- 2010:  Bislett Games – 3.36,98
- 2010:  EK – 3.43,54
- 2011:  EK indoor – 3.41,03
- 2011: 4e WK – 3.36,33